# 라 마르세예즈 (영화)
라 마르세예즈(La Marseillaise)는 프랑스에서 제작된 장 르누아르 감독의 1938년 영화이다. 1792년 가을까지 이어지는 프랑스 혁명의 정치적, 사회적, 군사적 파노라마가 펼쳐진다.

## 출연
- 루이 주베
- 카푸치네